# Anita Cerquetti
Anita Cerquetti (ur. 13 kwietnia 1931 w Maceracie, zm. 11 października 2014 w Perugii) – włoska śpiewaczka, sopran.

## Życiorys
Ukończyła Liceo musicale w Perugii, gdzie jej nauczycielem śpiewu był Aldo Zeetti. Zadebiutowała na scenie w 1951 roku w Spoleto tytułową rolą w Aidzie Giuseppe Verdiego. W następnych latach występowała w Mediolanie (1952) i Weronie (1953). W latach 1955–1956 śpiewała w Lyric Opera of Chicago. W 1957 roku wystąpiła w Nowym Jorku, Florencji i Neapolu. Międzynarodową sławę zdobyła w 1958 roku, zastępując Marię Callas w roli Normy w zerwanym przez nią przedstawieniu Normy Vincenzo Belliniego w Teatro dell’Opera w Rzymie. W tym samym roku debiutowała w mediolańskiej La Scali jako Abigail w Nabucco Giuseppe Verdiego. Wiele jej ról operowych zostało utrwalonych na nagraniach płytowych. W 1961 roku ze względu na ciężką chorobę zmuszona została do zakończenia kariery scenicznej.